# Super-veleslalom
Super-veleslalom ili Super-G ((engl.) skraćenica od "Super Giant Slalom"), što bi mogli opisati kao "poseban veleslalom".
Super-veleslalom je alpska skijaška disciplina koja je posebna na taj način da je brža od veleslaloma i spada u brze skijaške discipline, poput još bržeg spusta.
Razmaci od vrata do vrata, a između kojih moraju prolaziti skijaši su veći nego u veleslalomu, te su i brzine koje se postižu veće. Staza je dulja nego u veleslalomu, i broji manje vrata. U ovoj su disciplini skijaši, slično kao u spustu, u zatvorenijem, aerodinamičnijem skijaškom stavu ("pogrbljeni"), tj. u položaju "žabe" ili "jajeta".
Super-veleslalom je standardna disciplina na Svjetskim alpskim prvenstvima i na Zimskim Olimpijskim igrama.